# 942 (číslo)
Devět set čtyřicet dva je přirozené číslo. Římskými číslicemi se zapisuje CMXLII a řeckými číslicemi ϡμβ´. Následuje po čísle devět set čtyřicet jedna a předchází číslu devět set čtyřicet tři.

## Matematika
942 je:
- Abundantní číslo
- Složené číslo
- Nešťastné číslo
- Součet čtyř po sobě jdoucích prvočísel (229 + 233 + 239 + 241)

## Astronomie
- (942) Romilda je planetka hlavního pásu, kterou objevil v roce 1920 Karl Wilhelm Reinmuth
- NGC 942 je čočková galaxie v souhvězdí Velryby

## Roky
- 942
- 942 př. n. l.